# Anthonomus pedicularius
Anthonomus pedicularius es una especie de gorgojo fitófago del género Anthonomus, categorizada en la tribu Anthonomini, de la subfamilia Curculioninae.

## Distribución
Se distribuye por Reino Unido, Francia, Suecia, Alemania, Países Bajos, Dinamarca, Polonia, Noruega, Austria, Luxemburgo, Estonia, Finlandia, Rusia, Irlanda, Italia, Bélgica, Ucrania y Croacia.

## Taxonomía
Fue descrita por S. Schenkling en 1885.